# James Moylan

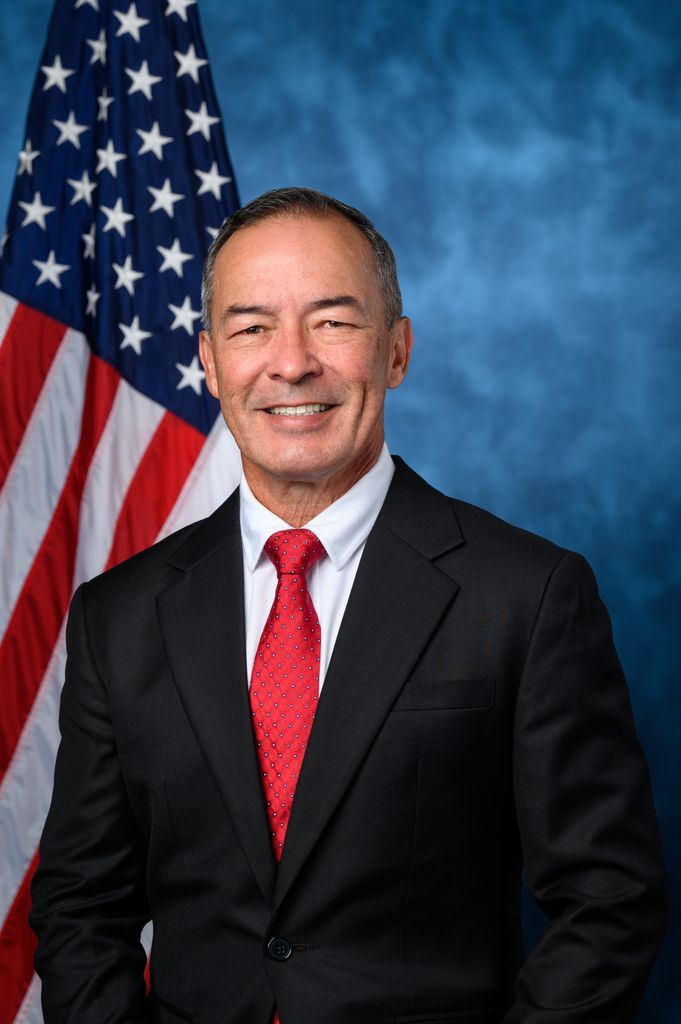
James Moylan (2022)

James Moylan (* 18. Juli 1962 in Tumon, Guam) ist ein amerikanischer Politiker. Er vertritt seit 3. Januar 2023 als nicht stimmberechtigter Delegierter das Außengebiet Guam im US-Repräsentantenhaus. Moyan ist Angehöriger der Republikanischen Partei.

## Familie, Ausbildung und Beruf
Moylan besuchte die High School in Guam und erwarb an der University of Guam einen Bachelor of Science. Er diente in der US Army und arbeitete als Bewährungsbeamter sowie als Geschäftsinhaber.

## Politik
Von 2019 bis 2023 war Moylan Angehöriger der Legislative von Guam. Seit dem 3. Januar 2023 vertritt er Guam als Delegierter im Repräsentantenhaus in Washington.